# Mischocyttarus mastigophorus
Mischocyttarus mastigophorus är en getingart som beskrevs av Richards 1978. Mischocyttarus mastigophorus ingår i släktet Mischocyttarus och familjen getingar. Inga underarter finns listade i Catalogue of Life.